# Idaea remutata
Idaea remutata är en fjärilsart som beskrevs av Carl von Linné 1758. Idaea remutata ingår i släktet Idaea och familjen mätare. Inga underarter finns listade i Catalogue of Life.